# Горловская, Надежда Ивановна
Наде́жда Ива́новна Горло́вская (род. 29 ноября 1953, Чапаевск, Куйбышевская область, РСФСР) — советская волейболистка, игрок сборной СССР (1977—1978). чемпионка Европы 1977. Нападающая. Мастер спорта международного класса (1977).
До 16 лет занималась лёгкой атлетикой. В 1969 году поступила в волейбольную секцию города Чапаевска. Первый тренер — В. С. Мясников. После окончания средней школы в 1971 году поступила в Ленинградский государственный институт физической культуры имени П. Ф. Лесгафта и начала выступать за команду «Буревестник». В 1975 перешла в другую ленинградскую команду «Спартак» (с 1979 — ТТУ), за которую играла до 1982 года. Двукратный серебряный призёр чемпионатов СССР (1976 — в составе сборной «Буревестника», 1980 — в составе ТТУ), трёхкратный обладатель Кубка СССР (1973, 1976, 1977).
Три года подряд (1975—1977) признавалась самой обаятельной волейболисткой СССР («Мисс волейбол СССР»).
В 1979 году в составе студенческой сборной СССР стала чемпионкой Всемирной Универсиады.
В составе национальной сборной СССР в 1977 году стала чемпионкой Европы, а в 1978 — бронзовым призёром чемпионата мира.
После окончания игровой карьеры работала преподавателем физвоспитания, волейбольным тренером. Неоднократно принимала участие во всероссийских и международных соревнованиях ветеранов.